# Siradan
Siradan – miejscowość i gmina we Francji, w regionie Oksytania, w departamencie Pireneje Wysokie.
Według danych na rok 1990 gminę zamieszkiwały 272 osoby, a gęstość zaludnienia wynosiła 99 osób/km² (wśród 3020 gmin regionu Midi-Pireneje Siradan plasuje się na 792. miejscu pod względem liczby ludności, natomiast pod względem powierzchni na miejscu 1664.).